# Dungeon Siege III
Dungeon Siege 3 (Dungeon Siege III ) es un videojuego de rol de Obsidian Entertainment. Es la secuela de Dungeon Siege 2 y el sexto título de la serie Dungeon Siege . Dungeon Siege 3 apareció el 17 de junio de 2011. 

## Argumento
Los eventos de Dungeons Siege 3 ocurren aproximadamente 150 años después de la acción de Dungeon Siege . La Décima Legión, que había garantizado la seguridad del Reino de Ehb durante más de 400 años, fue casi aniquilada por Jeyne Kassynder "La Santa", quien los culpaba de la muerte de su padre, el Rey de Ehb. Desde entonces ha habido guerra en Ehb entre Kassynder y los miembros restantes de la familia real. 
Odo, un ex espía al servicio de la Legión quiere reunir a sus últimos descendientes en la finca de Hugh Montbarron, el último Gran Maestre, para restaurar el antiguo orden. Pero las tropas de Jeyne Kassynder están sobre aviso y asaltan la finca a sangre y fuego. Solo el jugador y Marten Guiscard pueden escapar del ataque y huir al valle de Rukkenvahl. 
Después de que Guiscard y el jugador encuentren a Odo en Rabenbach, se le pide al personaje jugador que encuentre a otros descendientes de la legión, entre los que tendrá que elegir a uno que luche a su lado. El héroe se dirige a Stonebridge para reabrir la antigua casa de reuniones de la Legión en la ciudad.
La ciudad de Stonebridge ha sufrido una gran transformación: mientras que en el primer juego era una pequeña villa medieval ahora es una populosa ciudad de estilo Steampunk llena de maquinaria y tecnología de los goblins. El jugador podrá visitar otros escenarios del juego original como la Ciénaga del Este, la Mina Resplandeciente o la Cripta de la Sangre Sagrada.
Al final del juego, al igual que ocurre en otros juegos de rol como Dragon Age: Origins el narrador te cuenta las consecuencias de las múltiples decisiones que has debido tomar durante el juego.

## Jugabilidad
El jugador puede elegir al principio a cual de los cuatro heroes quiere manejar:
- Lucas Montbarron, guerrero e hijo del comandante de la última legión, Hugh Montbarron. Maneja la espada y tiene una buena armadura. Es el personaje que aparece en la carátula del juego.
- Anjali, una Arconte talentosa que cambia de forma y puede convertirse en una antorcha humana.
- Reinhart Manx mago y combatiente a distancia, es descendiente de Merik, el mago del Dungeon Siege original.
- Katarina, la maga, es hija ilegítima de Hugh Montbarron con una bruja Lescanzi.

El jugador puede determinar libremente el desarrollo posterior de su personaje dentro del marco de las especificaciones.

## Desarrollo
En junio de 2010, se confirmó oficialmente la continuación de la serie de Dungeon Siege. Tras la adquisición de los derechos de nombre por el editor japonés Square Enix, el desarrollador estadounidense de juegos de rol Obsidian Entertainment se encargó de desarrollar Dungeon Siege 3 . Chris Taylor solo tuvo un papel asesor en el desarrollo. Square Enix adquirió los derechos de Dungeon Siege para ganar participación de mercado en los juegos de rol de acción. Según sus propias estimaciones, la serie era una marca conocida con potencial de expansión, especialmente en el área de las consolas.
Parte del equipo de desarrollo de Obsidian Entertainment había trabajado previamente en un diseño para un tercer Baldur's Gate, y después de que se suspendió, desarrolló el juego que nos ocupa. Baldur's Gate también adoptó el motor onyx desarrollado por Obsidian, que fue originalmente programado para un juego de rol inacabado en un universo alienígena . El diseñador principal del juego se convertiría en Tony Evans, quien dejó la procucción antes de que se completara. En cambio, Nathaniel Chapman asumió esta tarea. En comparación con otros proyectos de Obsidian, el equipo de Dungeon Siege 3 era relativamente pequeño. La administración del proyecto, como director del proyecto, estaba con el empleado de Obsidian Rich Taylor, pero la trama del juego fue diseñada en gran parte por el líder creativo George Ziets . El concepto de Ziet retomó la tradición del primer juego al volver a colocar el juego en el reino de fantasía de Ebh y la historia alrededor de la legiónen base a la historia de Gas Powered Games, la información de fondo del creador de la serie Chris Taylor y a través de sus propias ideas en un documento de diseño de más de cien páginas sobre el mundo del juego.  Al elaborar su concepto, se inspiró, entre otras cosas, en la mitología india, que quería usar para crear un toque exótico en el reino de Ebh, que de otro modo sería de Europa occidental. Un resultado de esto fue la historia de los Arcontes, que están varados en el mundo después de la muerte de los antiguos dioses y están buscando una nueva razón para existir.
El juego usa el motor onyx. Obsidian, que tenía fama de desarrollar juegos con muchos errores, desarrolló una nueva estrategia para garantizar la calidad y evitar acusaciones similares con Dungeon Siege 3 . Dungeon Siege 3 apareció el 17 de junio para Windows, Xbox 360 y PlayStation 3.

## Doblaje
| papel                      | Voz en ingles      | Voz en alemán             |
| -------------------------- | ------------------ | ------------------------- |
| Lucas Montbarron           | Crispin Freeman    | Karlo Hackenberger        |
| Reinhart Manx              | Dave B. Mitchell   | Sebastian Christoph Jacob |
| Anjali                     | Amanda Philipson   | Arianne Borbach           |
| Katarina                   | Anna Vocino        | Britta Steffenhagen       |
| Marten Guiscard            | Robin Actin Downes |                           |
| Odo                        | Barry Dennan       | Werner Ehrlicher          |
| Alcalde Moritz Grimmelhaus | Barry Dennan       | Boris Tessmann            |
| Reina Roslyn               | Laura Bailey       |                           |
| Jeyne Kassynder            | Catherine Taber    |                           |

El juego no fue doblado al español.

## Recepción
El juego recibió calificaciones medias en su mayoría ( Metacritic : 72 de 100 (PC), 71 (PS3), 72 (Xbox 360)). Las calificaciones de las revistas alemanas estuvieron ligeramente por encima del nivel internacional. (Criterio: 78 de 100 (PC), 77 (PS3), 77 (Xbox 360)) A diferencia de los juegos anteriores de Obsidian, Dungeon Siege 3 estaba principalmente certificado para tener una baja densidad de errores. La trama también fue elogiada. La versión para PC, entre otras cosas, fue criticada por no poder determinar libremente la distribución del teclado. Obsidian respondió con un parche que agregó esta función después.
Evaluación:
- GameStar : 80%
- 4 jugadores : 71% (Xbox), 69% (PC), 67% (PS3)[17]
- Juegos de PC : 85% [18]
- EuroGamer.de : 8 de 10[19]
- GamePro : 85% [20]
- Mundo de juegos : 70% [21]
- GameSpot : 6.0 de 10[22]
- IGN : 6.5 de 10[23]

## Treasures of the Sun (complemento)
Treasures of the Sun es una extensión de Dungeon Siege 3 para descarga lanzada para PC. Añade una nueva historia en un nuevo entorno desértico al juego. En él, los héroes van en busca de un héroe desaparecido de la Legión. El límite de nivel se ha incrementado de 30 a 35, y se han agregado nuevas habilidades de personaje, tipos de enemigos y elementos.